# Lagunillas, Santiago Pinotepa Nacional
Lagunillas är en ort i Mexiko.   Den ligger i kommunen Santiago Pinotepa Nacional och delstaten Oaxaca, i den sydöstra delen av landet, 400 km söder om huvudstaden Mexico City. Lagunillas ligger 52 meter över havet och antalet invånare är 522.
Terrängen runt Lagunillas är huvudsakligen platt, men österut är den kuperad. Runt Lagunillas är det ganska tätbefolkat, med 60 invånare per kvadratkilometer. Närmaste större samhälle är Santiago Pinotepa Nacional, 18,0 km öster om Lagunillas. Omgivningarna runt Lagunillas är en mosaik av jordbruksmark och naturlig växtlighet.